# Valérie de Lapparent
Valérie de Lapparent est une astrophysicienne française, née en 1962,. Elle est directrice de recherche à l'Institut d'astrophysique de Paris (IAP), unité mixte de recherche (UMR) du Centre national de la recherche scientifique (CNRS) et de Sorbonne Université. Elle est spécialisée dans l'étude des galaxies et de leur distribution à grande échelle.

## Travaux

### Première observation de la toile cosmique
Valérie de Lapparent est connue pour sa découverte observationnelle, avec les astronomes américains Margaret J. Geller et John P. Huchra, de la toile cosmique (cosmic web),. Grâce au CfA Redshift Survey, premier grand relevé (survey) du décalage vers le rouge (redshift) de galaxies, ils ont produit la première carte 3D à grande échelle, : la « Tranche d'Univers » (Slice ot the Universe). Elle recense la vitesse de récession {\displaystyle (cz)} de 1 061 galaxies de magnitude apparente {\displaystyle m\leq 15,5} dans une région du ciel mesurant 6° de déclinaison {\displaystyle (26,5^{\circ }<\delta <32,5^{\circ })} sur 117° d'ascension droite. Elle leur a permis de découvrir que leur distribution statistique à grande échelle n'est pas spatialement homogène : les galaxies apparaissent distribuées selon des filaments (filaments) à une dimension ou des feuillets (sheets) à deux dimensions ; de grandes zones, presque vides (voids) de galaxies, sont mises en évidence, ce qui n'était pas du tout prévu. Ils ont confirmé l'existence des vides antérieurement observés en 1978 par Laird A. Thompson (en) et en 1981 par Robert P. Kirshner. La figure la plus connue de leur étude est le « corps du bonhomme » (stickman) représentant l'amas de la Chevelure de Bérénice,.

### Classification morphologique des galaxies
En octobre 2022, Valérie de Lapparent établit, avec Louis Quilley, que la séquence de Hubble est une séquence inversée de l'évolution des galaxies : les galaxies évoluent depuis les irrégulières (galaxies naines analogues aux Nuages de Magellan), en spirales (galaxies analogues à la Voie Lactée et à Andromède), pour aboutir à des lenticulaires et elliptiques (galaxies plus massives, qui ne forment que peu ou plus d'étoiles).

## Distinctions
En 1988, Valérie de Lapparent est lauréate de la médaille de bronze du CNRS.
En 2014, dans le cadre du 26e grand prix de la communication, elle reçoit, pour l'opération « l'Astronomie se la raconte », le 1er prix collectif de la catégorie « Faire comprendre l'institution » », décerné par Cap'Com.
En 2017, elle est faite chevalière de l'ordre national du Mérite.
Elle est aussi connue pour son activité de communication scientifique.
Elle est membre active de la division J (« galaxies et cosmologie ») de l'Union astronomique internationale (UAI), après avoir été membre active d'abord de sa division VIII (« galaxies et Univers ») jusqu'en 2012 puis de sa commission 47 (« cosmologie ») de 2012 à 2015.

#### Dictionnaires et encyclopédies
- [Lecomte-Chevillard 2021] Gauvain Leconte-Chevillard, « Cosmologie (A) » , Maxime Kristanek  (dir.), L'Encyclopédie philosophique, Centre national de la recherche scientifique et université de Lorraine, octobre 2021.

#### Articles de presse
- [Anonyme 1989] Anonyme, « La grande muraille de l'Univers », Le Monde,‎ 29 novembre 1989 (lire en ligne ).
- [Bailly 2021] Sean Bailly, « Des filaments cosmiques en rotation ? », Pour la science,‎ 16 juillet 2021 (lire en ligne )
- [Ford 2003] (en) Tom Ford, « 30 great astronomical images : honorable mentions », Astronomy,‎ 30 juin 2003 (lire en ligne )  — Galaxy stickman.
- [Gleick 1986] (en) James Gleick, « Rethinking clumps and voids in the Universe », The New York Times,‎ 9 novembre 1986, sec. 1, p. 1 (lire en ligne ).
- [Lemonick 2024a] (en) Michael D. Lemonick, « How analyzing cosmic nothing might explain everything », Scientific American, vol. 330, no 1 : « Cosmic voids »,‎ janvier 2024 (lire en ligne ).
- [Lemonick 2024b] Michael D. Lemonick, « Les vides cosmiques, une fenêtre inédite sur l'Univers », Pour la science, no 556,‎ 29 janvier 2024 (lire en ligne ).
- [Pichon et Sousbie 2007] Christophe Pichon et Thierry Sousbie, « Cartographier l'Univers », Pour la science, no 361,‎ 1er novembre 2007 (lire en ligne ).
- [Tabuses 1997] (en) Gary Taubes, « Beyond the soapsuds Universe », Discover,‎ 1er août 1997 (lire en ligne ).

#### Communiqués de presse
- [Quilley et de Lapparent 2022] Louis Quilley et Valérie de Lapparent, « Les multiples visages des galaxies actuelles : leurs morphologies racontent leur évolution » , actualités, Institut d'astrophysique de Paris, octobre 2022 :
  - Louis Quilley et Valérie de Lapparent, « Les multiples visages des galaxies actuelles : leurs morphologies racontent leur évolution » , résultats scientifiques : Univers, Institut national des sciences de l'Univers, 27 octobre 2022
  - Louis Quilley et Valérie de Lapparent, « Les multiples visages des galaxies actuelles : leurs morphologies racontent leur évolution » , actualités : rercheche, Sorbonne Université, 31 octobre 2022.